# Pahtajärvi (Karesuando socken, Lappland, 754323-178697)
Pahtajärvi är en sjö i Kiruna kommun i Lappland och ingår i Torneälvens huvudavrinningsområde. Pahtajärvi ligger i Pessinki fjällurskog Natura 2000-område.